# 4012 Geballe
A 4012 Geballe (ideiglenes jelöléssel 1978 VK9) a Naprendszer kisbolygóövében található aszteroida. Eleanor F. Helin,  Schelte J. Bus fedezte fel 1978. november 7-én.